# 博爱街道
博爱街道是中国海南省海口市美兰区下辖的一个街道。

## 行政区划
博爱街道下辖7个社区
- 新风里社区
- 振龙社区
- 龙文社区
- 三亚社区
- 南联社区
- 联桂坊社区
- 红坎坡社区